# Front d'action pour le renouveau et le développement
Le Front d'action pour le renouveau et le développement est un parti politique du Bénin fondé en 1994 pour soutenir la candidature de Mathieu Kérékou à l'élection présidentielle de 1996. 
Son candidat à l'élection présidentielle béninoise de 2001, Mathieu Kérékou, a remporté 45,4 % des voix au premier tour et 84,1 % au second tour. Le second tour a été boycotté par les principaux candidats. Aux élections législatives du 30 mars 2003, le parti était membre du mouvement présidentiel, l'alliance des partisans de Mathieu Kérékou. Il a établi au sein de ce mouvement l'Union pour le Bénin du futur, qui a remporté 31 des 83 sièges.